# Пиріг Любомир Антонович
Любоми́р Анто́нович Пирі́г (1 березня 1931, Рогатин — 19 жовтня 2021, Київ) — український науковець-нефролог, доктор медичних наук, член-кореспондент НАН України (04.1991), академік АМНУ (04.1993).
Завідувач кафедри нефрології Київської медичної академії післядипломної освіти імені Платона Шупика; керівник клініки терапевтичної нефрології Інституту урології та нефрології АМНУ (з 1973); президент Всеукраїнського лікарського товариства (з 1990); президент Української асоціації нефрологів (з 1982); президент Світової федерації українських лікарських товариств (з 2000).

## Життєпис
Народився 1 березня 1931 року, в Рогатині Івано-Франківської області, в сім'ї селян. Батько Антін Петрович (1904—1983) — хлібороб; мати Ганна Михайлівна (1899—1985). У 1954 році з відзнакою закінчив Львівський медичний інститут. З 1954 по 1958 — лікар-ординатор, заступник головного лікаря, санаторій «Мармуровий палац» курорту Моршин. У 1958 — аспірант Львівського медичного інституту. У 1958-1973 роках працював у Київському медичному інституті, від 1973 року – завідувач відділення в Інституті урології та нефрології АМН України. Від 1995 – у Київській медичній академії післядипломної освіти.  
Член Народного Руху України, член Ради колегій; член Великої Ради Товариства української мови ім. Шевченка; почесний член Українського лікарського товариства Північної Америки; Голова підкомісії з питань збереження генофонду нації, Комісії ВР України з питань здоров'я людини.
Член Комісії з розроблення Концепції розвитку гуманітарної сфери в Україні при Президентові України (з 01.2000); заступник голови Українського міжнародного комітету з питань науки і культури при НАНУ (з 03.2000); член Комісії з питань біоетики (з 12.2001).

Могила Любомира Пирога, Байкове кладовище

Народний депутат України 12(1) скликання з 03.1990 (1-й тур) до 04.1994, Рогатинський виборчий округ N 203, Івано-Франківської області. Голова підкомісії з питань збереження генетичного фонду нації, захисту людини від небезпечних екологічних факторів Комісії з питань здоров'я людини.
Володів польською, німецькою мовами.
Помер у 90-річному віці 19 жовтня 2021 року. Похований на Байковому кладовищі (ділянка № 33, 50°25′2.93″ пн. ш. 30°30′4.63″ сх. д. / 50.4174806° пн. ш. 30.5012861° сх. д.).

### Родина
Був одружений, дружина Тамара Панченко (1936) — доктор архітектури, професор; син Олександр (1960) — лікар; дочка Мар'яна (1970) — театрознавець, артистка балету Державного Заслуженого ансамблю народного танцю України ім. Павла Вірського.

## Основні наукові праці
- «Курорт Моршин» (1965 р.);
- «Санаторне лікування гломерулонефриту на Південному березі Криму» (1977 р.);
- «Гломерулонефрит» (1982 р.);
- «Нефрологія» (1995 р.);
- «Артеріальна гіпертензія як клінічно-класифікаційна ознака гломерулонефриту» (2002 р.);
- «Клінічна нефрологія» (2004 р.).

## Нагороди
- Нагороджений орденом «Знак Пошани», знаком «Відмінник охорони здоров'я», медалями, Почесною грамотою Міністерства охорони здоров'я УРСР.
- Член президії Ради, голова медично-екологічної секції товариства «Україна-Світ»; член редколегій журналу «Лікарська справа», газети «Ваше здоров'я», журналу «Пошта і філателія», «Енциклопедії сучасної України», оглядач «Української газети».
- Член редакційно-художньої ради Державного комітету зв'язку та інформатизації України. Член Наукової ради Міністерства охорони здоров'я України, Наукової ради з клінічної медицини АМНУ.
- Заслужений діяч науки і техніки (05.1992). Лауреат Фонду Тараса Шевченка (1996)[5].